# Santolo Cirillo
Santolo Cirillo (Grumo Nevano, 20 settembre 1689 – Napoli, 1755) è stato un pittore italiano tardobarocco, di ambito napoletano.

## Biografia
Nacque nel 1689 a Grumo Nevano, da Domenico Alessio e Vittoria De Simone. Trasferitosi presto a Napoli nel palazzo di famiglia, studiò medicina, botanica e filosofia con lo zio Niccolò, per poi cominciare ad apprendere i rudimenti dell'arte della pittura da Raffaele Auricchio. In un periodo imprecisato entrò nell'affollatissima scuola di Francesco Solimena (anche se Carlo Tito Dalbono ipotizza un suo alunnato presso il De Matteis), dove affinò le sue capacità.
La sua carriera ingranò con un certo ritardo, in quanto la prima notizia certa sulla sua attività si data, infatti, solamente al 1723,  quando contava già ben 34 anni, anno in cui per la duchessa di Laurenzano, Aurora Sanseverino, realizzò, percependo la somma di 48 ducati, cinque dipinti, peraltro non ancora individuati, e cioè un San Michele Arcangelo, uno Sposalizio della Vergine ed «altri tre con i misteri di S. Anna in varie figure». È molto probabile che questi dipinti siano stati commissionati al pittore per una cappella della chiesa dell'Immacolata di Piedimonte d'Alife (oggi Piedimonte Matese), fatta edificare dalla stessa duchessa nel 1710. L'anno successivo alle tele per la duchessa di Laurenzano, Cirillo realizzò per la Cattedrale di Capua una tela raffigurante il Sogno di Giuseppe. L'esordio di Cirillo a Napoli si può invece porre, con buon'approssimazione, intorno a 1727, in coincidenza con le trasformazioni barocche della chiesa della Maddalena. Una polizza di pagamento attesta che il Cirillo fu incaricato di dipingere molte opere la chiesa e la sacrestia. Nel 1729 affrescò la volta del comunichino delle monache di Donnaregina Nuova con la scena del Prodigio della Manna. Nel 1733 lavorò in una cappella della Chiesa di Santa Caterina a Formiello. Nel medesimo anno firmò un' Assunzione per il Complesso di San Vincenzo de'Paoli ai Vergini. Nel 1734 realizzò la grande scena affrescata del  San Gennaro che prega la Santissima Trinità e difende Napoli dalle malattie e dalle eresie sulla volta della sacrestia della Cattedrale di Napoli. In quei medesimi anni Cirillo eseguì la teoria di Santi e Profeti che si dispone lungo la navata della Basilica di Santa Restituta in alto sulle cappelle, la tela del San Pietro accolto da Santa Candida a Napoli che sovrasta l'altare della quarta cappella destra della sopracitata Santa Restituta e delle volte affrescate ancora visibili nel vicino Palazzo Arcivescovile. In anni successivi ebbe la più impegnativa commissione della sua carriera in San Paolo Maggiore. Nel 1737 condusse a termine l'immenso affresco (dalle quadrature realizzate da Giovan Battista Natali) della controfacciata, raffigurante la Dedicazione del Tempio di Salomone; mentre solo nel 1741 concluse le molteplici scene della vita di Cristo e della vita di San Gaetano collocate negli archi della navata e della crociera. Sempre al 1741 risalgono due tele (Mosè con il serpente di bronzo e il Miracolo della manna) ancora conservate nella Duomo di Castel di Sangro. Nel 1746 compì l'ultima opera di grande impegno: il Mosè che fa scaturire l'acqua dalla roccia affrescato nella controfacciata della basilica di Grumo Nevano, dove si conservano ancora anche un’Annunciazione e una Deposizione (mentre altre tele documentate sono andate disperse nel tempo). Nel 1748 eseguì quattro tele (due delle quali trafugate nel 1989) per la Chiesa di San Benedetto di Casoria. Sempre agli anni finali della sua carriera dovrebbe risalire una Deposizione, ora in deposito e in precedenza nella Chiesa di Santa Maria del Rosario alle Pigne. 
Secondo alcune fonti, il Cirillo morì a Napoli (probabilmente nel suo palazzo) il 17 dicembre del 1755.